# Juan Espinoza Jiménez
Juan Espinoza Jiménez (* 11. Mai 1966 in La Piedad) ist ein mexikanischer Geistlicher und römisch-katholischer Bischof von Aguascalientes.

## Leben
Juan Espinoza Jiménez empfing am 31. Januar 1993 die Priesterweihe.
Papst Benedikt XVI. ernannte ihn am 15. Dezember 2010 zum Weihbischof in Morelia und Titularbischof von Arpi. Der Erzbischof von Morelia, Alberto Suárez Inda, spendete ihm am 22. Februar des nächsten Jahres die Bischofsweihe; Mitkonsekratoren waren Erzbischof Christophe Pierre, Apostolischer Nuntius in Mexiko und Carlos Suárez Cázares, Weihbischof in Morelia. Die Bischöfe Lateinamerikas und der Karibik wählten ihn am 13. Mai 2015 in Santo Domingo für die Periode 2015–2019 zum Generalsekretär des Lateinamerikanischen Bischofsrates CELAM.
Am 23. Dezember 2021 ernannte ihn Papst Franziskus zum Bischof von Aguascalientes. Die Amtseinführung fand am 15. Februar des folgenden Jahres statt.